# BRP Ismael Lomibao
Le BRP Ismael Lomibao (PC-383) est le onzième patrouilleur côtier de la classe Jose Andrada de la marine philippine. Il fait partie du deuxième lot de sa classe, commandé par l’intermédiaire des ventes militaires à l’étranger (FMS) des États-Unis en 1993, et a été mis en service par la marine philippine en 1995,. Il a d’abord été désigné comme Fast Patrol Craft, et a été numéroté « DF-383 », mais plus tard, il a été redésigné comme une canonnière de patrouille, et a été renuméroté « PG-383 ». Une autre reclassification a été effectuée en avril 2016, qui l’a redésigné comme le patrouilleur côtier « PC-383 ».

## Conception
Le navire a été construit selon les normes de la Garde côtière américaine avec une coque et une superstructure en aluminium. Il est propulsé par deux moteurs Diesel Detroit Diesel Corporation 16V-92TA d’une puissance combinée d’environ 2800 ch, entraînant deux hélices et donnant une vitesse maximale de 28 nœuds (52 km/h). L’autonomie maximale est de 1200 milles marins (2200 km) à 12 nœuds (22 km/h) ou de 600 milles marins (1100 km) à 24 nœuds (44 km/h).
Le navire était conçu à l’origine pour transporter un canon de 40 mm Mk.3, un mortier de 81 mm à l’arrière et quatre mitrailleuses de 12,7 × 99 mm OTAN (calibre .50),. Au lieu de cela, il est armé d’un chain gun M242 Bushmaster de 25 mm sur un affût Mk.38 Mod.0, de quatre mitrailleuses Browning M2HB de calibre 12,7 mm sur des affûts Mk.26, dont deux positionnées à l’avant et deux à l’arrière, et de deux mitrailleuses M60 de 7,62 × 51 mm OTAN (calibre .30), toutes deux montées au milieu du navire. Le navire peut transporter 4000 cartouches de 12,7 mm et 2000 cartouches de 7,62 mm. De grandes jumelles « Big Eyes » sont également transportées sur des supports trépied, l’un sur le gaillard d'avant et l’autre juste au-dessus du mât. Faisant partie du deuxième lot (PG-379 à PG-395), il est équipé d’un chain gun M242 Bushmaster Mk.38 Mod.0 de 25 mm que le premier lot de navires ne transporte pas,,.
Le patrouilleur est équipé d’un radar de recherche et de navigation de surface Raytheon AN/SPS-64(V)11, mais avec une antenne plus petite que celles utilisées sur les plus grands navires de la marine philippine,. Comme tous les autres navires de la marine philippine, il a été équipé du système de suivi des navires de la marine philippine (VTS) par le Naval Sea Systems Command.
Un bateau pneumatique semi-rigide de 4 mètres, propulsé par un moteur hors-bord de 40 ch, est rangé au milieu du navire.

## Historique
Le 24 octobre 2019, le BRP Ismael Lomibao a participé à la cérémonie d’inauguration officielle du mémorial et musée de la bataille du détroit de Surigao, dans la ville de Surigao, barangay de Punta Bilar. Le musée présente plusieurs artefacts, répliques et photos de la Seconde Guerre mondiale, y compris une torpille japonaise Type 93 « longue lance » et d’autres souvenirs de guerre. Le maire de Surigao, Ernesto Matugas, a exprimé ses espoirs que le site devienne une destination touristique et éduque les visiteurs sur les leçons à tirer de la guerre. Le Dr Fernando A. Almeda Jr, historien et président du Centre du patrimoine de Surigao, une personnalité clé dans la création du musée, a souligné que le mémorial devrait aller au-delà de la commémoration de la bataille, et être un rappel que la guerre est une folie. Le musée a officiellement ouvert ses portes au public en présence de dignitaires et de navires de la Marine royale australienne (RAN), de la marine philippine (PN) et de la Garde côtière philippine (PSG), d’invités d’agences gouvernementales et de dignitaires du Japon, d’Australie et des États-Unis d’Amérique. Deux anciens combattants étaient présents et n’ont pas manqué une seule activité durant les 3 jours de commémoration : David Mattiske, 95 ans, et le contre-amiral à la retraite Guy Griffiths, âgé de 97 ans, qui a servi dans la Royal Australian Navy à bord du croiseur lourd HMS Shropshire. Comme l’ouverture du musée coïncide avec la commémoration du 75e anniversaire de la bataille, une flottille de navires de guerre était l’un des points forts de l’événement. Trois navires de la RAN y ont participé : la frégate de classe Anzac HMAS Stuart (FFH 153), le navire ravitailleur HMAS Sirius (O 266) et le HMAS Leeuwin (A 245). La marine philippine avait envoyé sa première corvette moderne, le BRP Conrado Yap (PS-39) de classe Pohang, et deux patrouilleurs côtiers de classe Jose Andrada, le BRP Ismael Lomibao et le BRP Rafael Pargas (PC-379). Le BRP Malapascua, un navire polyvalent d’intervention de la Garde côtière philippine (PCG), les a rejoint.
Le 20 juin 2020, le BRP Ismael Lomibao et le BRP Rafael Pargas, de l’unité opérationnelle navale 71.2, sous le contrôle opérationnel des forces navales de l’est de Mindanao (NFEM), ont mené une opération de sauvetage d’un navire en détresse à environ 13 milles marins à l’ouest du mont Mani-Ayao, dans le Surigao du Nord. Le M/V JJBA Sea Breeze 7 a subi des problèmes de moteur en raison d’un arbre d'hélice cassé, et il était immobilisé en pleine mer. Tard dans la nuit du 19 juin 2020, après en avoir reçu l’ordre, les PC379 et PC383 ont quitté le quai Eva Macapagal, dans la ville de Surigao, et se sont rendus sur zone pour effectuer le sauvetage du navire en détresse. Le M/V JJBA Sea Breeze 7 avait six membres d’équipage à bord et transportait plus ou moins 6000 caisses de bière vides. Les PC379 et PC383 ont rejoint le navire en détresse tôt le matin du 20 juin, à environ 22,7 milles marins à l’ouest de Cantapoy, Surigao du Nord, et ils l’ont ensuite remorqué en sécurité jusqu’à Balingoan, province du Misamis oriental,
Le 18 mars 2021, le BRP Ismael Lomibao a effectué un tir d’essai de son canon à environ 4,5 milles marins au nord-est au large de Diuata Point, dans la province du Misamis oriental. Cette activité vise à maintenir le bon état de fonctionnement des canons et les compétences de l’équipage, et à améliorer la préparation opérationnelle du navire. Sous la direction du commandant Reynante B Ma-ao PN (GSC), le BRP Ismael Lomibao opérait alors au large des provinces du nord-est de Mindanao, sous le contrôle opérationnel de la Force opérationnelle navale 71 des forces navales de l’est de Mindanao.